# Geōrgios Sarrīs
Geōrgios Sarrīs (in greco Γεώργιος Σαρρής?; Heraklion, 8 settembre 1989) è un calciatore greco, difensore dell'Almyros Gazios.

## Carriera

### Club
Il 29 luglio 2016 viene acquistato a titolo definitivo dalla squadra scozzese dell'Hamilton Academical.